# Gastone d'Orléans (imperatore)
Gastone d'Orléans (Louis Philippe Marie Ferdinand Gaston d'Orléans; Neuilly-sur-Seine, 28 aprile 1842 – Rio de Janeiro, 28 agosto 1922), conosciuto come Conte d'Eu, è stato il figlio maggiore di Luigi d'Orléans e di Vittoria di Sassonia-Coburgo-Gotha.

## Biografia

### Primi anni
Gastone nacque il 28 aprile 1842 a Neuilly-sur-Seine, un sobborgo di Parigi. Era il figlio maggiore di Luigi, duca di Nemours e della principessa Vittoria di Sassonia-Coburgo-Kohary. I suoi nonni paterni erano Luigi Filippo, re dei Francesi, e Maria Amalia delle Due Sicilie; i suoi nonni materni erano il principe Ferdinando di Sassonia-Coburgo-Gotha e Maria Antonia di Koháry.
Gastone venne nominato Conte d'Eu alla nascita da suo nonno, il re Luigi Filippo.
Il principe ricevette una educazione raffinata sotto Julio Gauthier e lo storico Auguste Trognon. Imparò diverse lingue straniere, tra cui latino, inglese, tedesco e portoghese.
Nel 1855, all'età di 13 anni, Gastone iniziò la sua carriera militare in un corso di artiglieria, concludendola presso la Scuola Militare di Segovia, in Spagna, dove divenne capitano. Si era trasferito in Spagna dopo aver seguito lo zio, Antonio, duca di Montpensier. Il duca aveva vissuto lì, dal suo matrimonio con la principessa Luisa Fernanda, sorella della regina Isabella II di Spagna.

### Matrimonio
Pochi anni dopo, suo zio, il re Ferdinando II del Portogallo, suggerì che avrebbe dovuto sposare una delle due figlie dell'imperatore Pietro II del Brasile. Decise di accettare la proposta, ma solo dopo l'incontro con le principesse. La sorella dell'imperatore, la principessa Francesca, che era sposata con lo zio del conte, il principe di Joinville, scrisse una lettera a suo fratello in cui descriveva il conte: "Se poteste prendere questi per una delle vostre figlie, sarebbe eccellente. È robusto, alto, bello, buon carattere, molto amabile, molto istruito, studioso e, inoltre, possiede ora una piccola fama militare".
Gastone arrivò a Rio de Janeiro il 2 settembre 1864 in compagnia del cugino, il duca Luigi Augusto di Sassonia-Coburgo-Gotha, e andarono direttamente al palazzo di San Cristoforo per incontrare la famiglia imperiale brasiliana. Tuttavia, Gastone fu poco entusiasta delle due principesse, che considerava poco attraenti. Inizialmente, il giovane conte venne promesso alla principessa Leopoldina e suo cugino alla principessa Isabella. Tuttavia, dopo averli conosciuto meglio, l'imperatore decise di invertire le coppie. Gastone si affezionò a Isabella.
Il 15 ottobre 1864 sposò a Rio de Janeiro Isabella del Brasile, figlia dell'imperatore Pietro II del Brasile e della sua consorte Teresa Cristina di Borbone-Due Sicilie ed erede al trono. Due mesi più tardi il presidente del Paraguay Francisco Solano López dichiarò guerra al Brasile. Gastone d'Orléans aspirava ad un comando militare, ma Pietro II non acconsentì a causa della giovane età di Gastone. Solo nell'ultima fase della guerra, il 20 febbraio 1869, Pietro II lo nominò comandante in capo delle forze brasiliane.
Il 22 marzo seguente Gastone divenne comandante supremo degli eserciti alleati brasiliano, argentino e uruguayano in Paraguay, dei quali solo quello brasiliano continuava a combattere, poiché quello uruguayano si era già ritirato e il governo argentino aveva deciso di interrompere definitivamente tutti gli attacchi nei confronti della già devastata piccola nazione paraguayana.

### Vita familiare

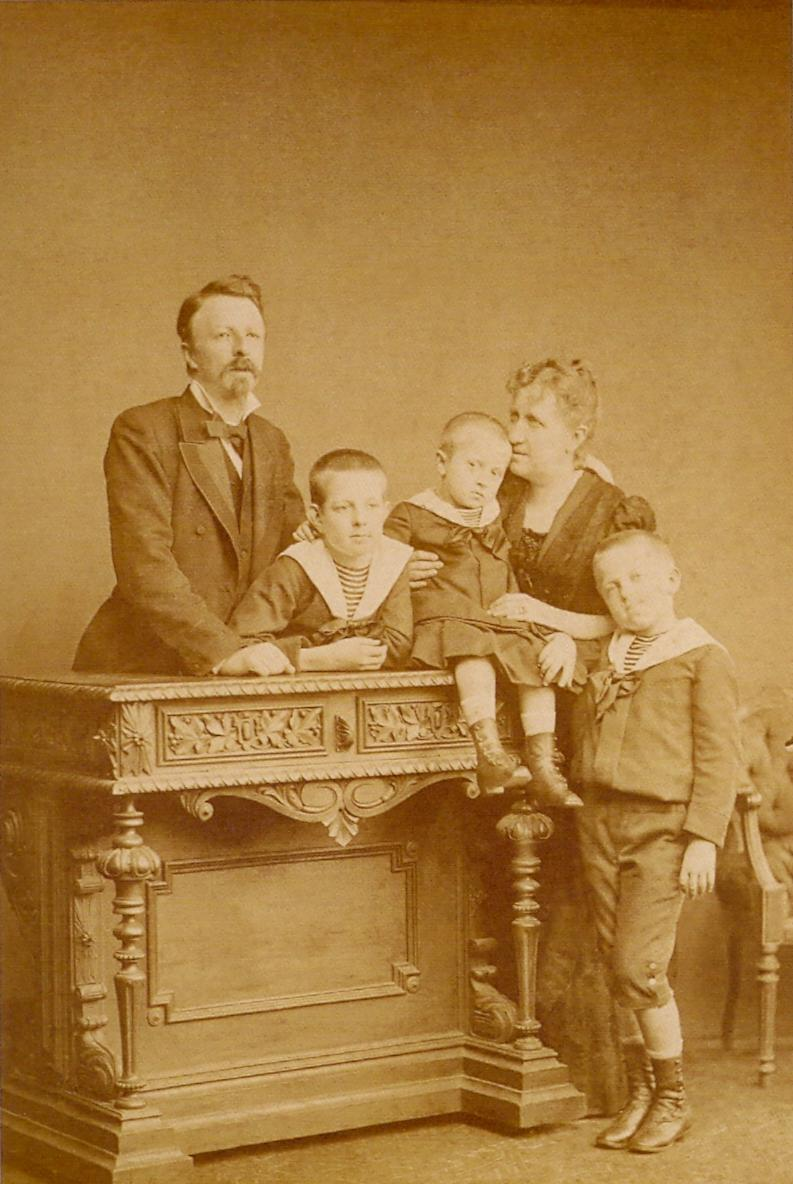
Gastone, Pietro, Antonio, Isabella e Luigi

Anche se inizialmente deluso per l'apparente mancanza di bellezza di sua moglie, Gastone l'amò fino agli ultimi giorni della sua vita, sentimento ricambiato da Isabella.
La nascita del figlio Pietro, il 15 ottobre 1875, portò molta felicità alla coppia, che per quasi dieci anni non era stata in grado di concepire. L'arrivo del figlio servì ad alleggerire il dolore della perdita della prima figlia, Luisa Vittoria, morta a causa di complicazioni durante il parto il 28 luglio 1874.
Anche se paralizzato da un difetto al braccio sinistro causato da problemi durante il parto, Pietro era un bambino sano e verrà chiamato affettuosamente "Baby" dai suoi genitori, anche da adulto.
La felicità di Gastone dopo la nascita del secondo figlio è riscontrabile nella lettera inviata al padre, in cui affermò: "Siamo molto contenti, grati e felici. Avere due figli sani dopo tante sventure che mi han fatto perdere speranza di diventare padre, supera quello che ho osato pensare mi aspettasse ".
Il secondo figlio, Luigi d' Orléans-Braganza, nato il 26 gennaio 1878, prese il nome dal padre di Gastone. Alcuni anni più tardi, Luigi divenne erede di Isabella, dopo che suo fratello maggiore rinunciò alla successione al trono.
L'ultimo figlio fu Antonio, detto Totò, nato il 9 agosto 1881 a Parigi, dove la coppia viveva da tre anni.
Il conte era una persona molto semplice e cercò di trasmettere questa caratteristica ai suoi figli. Aveva una totale avversione per lo stile di vita e per i canoni della nobiltà europea, che definì "inutili" e "stupidi".

### La vita come principe consorte
Dopo il suo matrimonio con Isabella, Gastone partecipò attivamente al governo brasiliano, facendo commenti e offrendo consulenza sullo sviluppo del paese. L'idea di vivere come una mera ombra della moglie lo soddisfò. Tuttavia, Pietro II non permise né a Gastone né a Isabella di partecipare alle decisioni del governo e rifiutava di discutere le questioni di stato con la coppia in qualsiasi forma.
Gastone visitò quasi tutte le province del paese, più di ogni altro membro della famiglia imperiale. Viaggiò per la regione meridionale, così come per il nord-est e l'estremo nord del Brasile. Prima della fine dell'impero fece un viaggio nel nord del Brasile, essendo molto ben accolto da tutti, dimostrando che la monarchia era ancora popolare. Dopo il suo ritorno dalla guerra del Paraguay, divenne membro di diverse associazioni straniere e brasiliane. Venne decorato con la medaglia della Resa Uruguaiana, il Merito Militare, la Campagna d'Africa e la Gran Croce di Ernest Pio di Sassonia, gli Ordini della Torre e Spada del Loyalty Valore e Merito di Cristo e di San Bento di Avis del Portogallo, l'Ordine di Leopoldo del Belgio, l'Ordine dell'Aquila Rossa del Messico e venne nominato cavaliere dell'Ordine di San Fernando di Spagna.

### Fine della monarchia brasiliana
Gastone fu uno dei pochi testimoni oculari del colpo di stato militare che rovesciò l'impero e lasciò memorie scritte di esso. Le sue tre lettere - scritte mentre era ancora a Rio e poi a bordo della nave che stava portando la famiglia imperiale in esilio - forniscono un resoconto dettagliato del colpo di stato e sono una delle principali fonti primarie utilizzate dagli storici.
Quando la monarchia brasiliana venne rovesciata nel 1889, l'imperatore Pietro II andò in esilio con la sua famiglia in Europa.
Già nel 1909, alla vigilia delle rinuncia di suo figlio Pietro ai diritti dinastici per sposare la contessa Isabella Dobrzensky di Dobrzenicz, Gastone cercò di legittimare accanto agli orleanisti i suoi diritti di successione al trono di Francia, creando per sé e per i propri discendenti il titolo di Principe di Orléans-Braganza. Così egli mantenne la sua condizione di principe maschio primogenito.
Tornò in Brasile nel 1921, ormai vedovo. Tuttavia, nel 1922, in occasione delle commemorazioni per il primo centenario dell'indipendenza, il governo brasiliano revocò l'esilio imposto dal governo repubblicano nel 1889 e permise alla famiglia imperiale di rientrare in patria.

### Morte
Gastone morì per cause naturali a bordo della nave Massilia, prima di tornare in Brasile. Lui e la principessa Isabella sono sepolti nella cattedrale di Petrópolis.
I discendenti di Isabella e di Gastone hanno il titolo di Principi d'Orléans-Braganza, sono pretendenti al trono imperiale del Brasile e hanno diritto al titolo di Altezza Imperiale e Reale (tranne il Capo della Casa, che, come erede presuntivo al trono brasiliano, perde ogni diritto al trono francese e ha quindi soltanto il titolo di Altezza Imperiale).

## Discendenza
Gastone e Isabella hanno avuto tre figli:
- Pietro d'Alcantara d'Orléans-Braganza (1875-1940), con discendenza
- Luigi Maria Filippo d'Orléans-Braganza (1878-1920), con discendenza
- Antonio Gastone (1881-1918), senza discendenza

## Ascendenza
|                                                 |                                              |                                                     | Genitori                                         |  |  | Nonni |  |  | Bisnonni                            |  |  | Trisnonni                          |  |
|                                                 |                                              |                                                     |                                                  |  |  |       |  |  | Luigi Filippo II di Borbone-Orléans |  |  | Luigi Filippo I di Borbone-Orléans |  |
|                                                 |                                              |                                                     |                                                  |  |  |       |  |  | Luigi Filippo II di Borbone-Orléans |  |  | Luigi Filippo I di Borbone-Orléans |  |
|                                                 |                                              | Luisa Enrichetta di Borbone-Conti                   |                                                  |  |  |       |  |  | Luigi Filippo II di Borbone-Orléans |  |  |                                    |  |
| Luigi Filippo di Francia                        |                                              |                                                     |                                                  |  |  |       |  |  | Luigi Filippo II di Borbone-Orléans |  |  |                                    |  |
|                                                 |                                              | Luisa Maria Adelaide di Borbone-Penthièvre          | Luigi Giovanni Maria di Borbone-Penthièvre       |  |  |       |  |  |                                     |  |  |                                    |  |
|                                                 |                                              | Luisa Maria Adelaide di Borbone-Penthièvre          | Luigi Giovanni Maria di Borbone-Penthièvre       |  |  |       |  |  |                                     |  |  |                                    |  |
|                                                 |                                              | Luisa Maria Adelaide di Borbone-Penthièvre          | Maria Teresa d'Este                              |  |  |       |  |  |                                     |  |  |                                    |  |
| Luigi d'Orléans, Duca di Nemours                |                                              | Luisa Maria Adelaide di Borbone-Penthièvre          |                                                  |  |  |       |  |  |                                     |  |  |                                    |  |
|                                                 |                                              | Ferdinando I delle Due Sicilie                      | Carlo III di Spagna                              |  |  |       |  |  |                                     |  |  |                                    |  |
|                                                 |                                              | Ferdinando I delle Due Sicilie                      | Carlo III di Spagna                              |  |  |       |  |  |                                     |  |  |                                    |  |
|                                                 |                                              | Ferdinando I delle Due Sicilie                      | Maria Amalia di Sassonia                         |  |  |       |  |  |                                     |  |  |                                    |  |
| Maria Amalia di Borbone-Due Sicilie             |                                              | Ferdinando I delle Due Sicilie                      |                                                  |  |  |       |  |  |                                     |  |  |                                    |  |
|                                                 |                                              | Maria Carolina d'Asburgo-Lorena                     | Francesco I di Lorena                            |  |  |       |  |  |                                     |  |  |                                    |  |
|                                                 |                                              | Maria Carolina d'Asburgo-Lorena                     | Francesco I di Lorena                            |  |  |       |  |  |                                     |  |  |                                    |  |
|                                                 |                                              | Maria Carolina d'Asburgo-Lorena                     | Maria Teresa d'Austria                           |  |  |       |  |  |                                     |  |  |                                    |  |
| Principe Gastone d'Orléans, Conte d'Eu          |                                              | Maria Carolina d'Asburgo-Lorena                     |                                                  |  |  |       |  |  |                                     |  |  |                                    |  |
|                                                 | Francesco, Duca di Sassonia-Coburgo-Saalfeld | Ernesto Federico, Duca di Sassonia-Coburgo-Saalfeld |                                                  |  |  |       |  |  |                                     |  |  |                                    |  |
|                                                 | Francesco, Duca di Sassonia-Coburgo-Saalfeld | Ernesto Federico, Duca di Sassonia-Coburgo-Saalfeld |                                                  |  |  |       |  |  |                                     |  |  |                                    |  |
|                                                 | Francesco, Duca di Sassonia-Coburgo-Saalfeld | Sofia Antonia di Brunswick-Wolfenbüttel             |                                                  |  |  |       |  |  |                                     |  |  |                                    |  |
| Principe Ferdinando di Sassonia-Coburgo e Gotha | Francesco, Duca di Sassonia-Coburgo-Saalfeld |                                                     |                                                  |  |  |       |  |  |                                     |  |  |                                    |  |
|                                                 |                                              | Augusta di Reuss-Ebersdorf                          | Enrico XXIV, Conte Reuss di Ebersdorf            |  |  |       |  |  |                                     |  |  |                                    |  |
|                                                 |                                              | Augusta di Reuss-Ebersdorf                          | Enrico XXIV, Conte Reuss di Ebersdorf            |  |  |       |  |  |                                     |  |  |                                    |  |
|                                                 |                                              | Augusta di Reuss-Ebersdorf                          | Carolina Ernestina di Erbach-Schönberg           |  |  |       |  |  |                                     |  |  |                                    |  |
| Vittoria di Sassonia-Coburgo-Kohary             |                                              | Augusta di Reuss-Ebersdorf                          |                                                  |  |  |       |  |  |                                     |  |  |                                    |  |
|                                                 |                                              | Ferenc József di Koháry                             | Ignaz Koháry de Csábrág                          |  |  |       |  |  |                                     |  |  |                                    |  |
|                                                 |                                              | Ferenc József di Koháry                             | Ignaz Koháry de Csábrág                          |  |  |       |  |  |                                     |  |  |                                    |  |
|                                                 |                                              | Ferenc József di Koháry                             | Maria Anna von Cavriani                          |  |  |       |  |  |                                     |  |  |                                    |  |
| Maria Antonia di Koháry                         |                                              | Ferenc József di Koháry                             |                                                  |  |  |       |  |  |                                     |  |  |                                    |  |
|                                                 |                                              | Maria Antonia di Waldstein-Wartenberg               | Giorgio Cristiano, Conte di Waldstein-Wartenberg |  |  |       |  |  |                                     |  |  |                                    |  |
|                                                 |                                              | Maria Antonia di Waldstein-Wartenberg               | Giorgio Cristiano, Conte di Waldstein-Wartenberg |  |  |       |  |  |                                     |  |  |                                    |  |
|                                                 |                                              | Maria Antonia di Waldstein-Wartenberg               | Contessa Elisabeth Ulfeldt                       |  |  |       |  |  |                                     |  |  |                                    |  |
|                                                 |                                              | Maria Antonia di Waldstein-Wartenberg               |                                                  |  |  |       |  |  |                                     |  |  |                                    |  |